# Margie Morris
Margaret Sarah Whitefoot (Londen, 24 juli 1892 — Hindhead, 14 januari 1983) was een Engels componiste, actrice, revueartieste, pianiste, muzikante, danseres en zangeres die gedurende de jaren 10 en 20 van de 20e eeuw werkzaam was in Nederland onder de artiestennaam Margie Morris.

## Levensloop
Morris groeide in Engeland op als dochter van een conservatief officier. Ze werd opgeleid aan het conservatorium en streefde ernaar muzikante te worden. Ze leerde aan het begin van de jaren 10 de Nederlandse revueartiest Louis Davids kennen op een intiem kunstenaarsfeest. Hoewel haar vader tegen hun relatie was, verhuisde ze met hem in 1913 naar Nederland. Menige bron beweert dat ze de strenge opvoeding van haar vader ontvluchtte.
Morris sloot zich aan als danseres bij het gezelschap van Leon Boedels, directeur van het Flora Theater te Amsterdam. Ondertussen schreef ze muziek met Davids. De liedjes die ze schreven, speelden ze zelf op het podium onder de naam He, She and the Piano (Hij, Zij en de Piano). Het was een spontaan idee. Op een avond verloor bioscoopdirecteur Willy Mullens een film die hij van plan was te vertonen en nodigde Davids en Morris uit om de gasten te entertainen. Zij traden die avond op en kregen die bijnaam van het publiek. Het werd een zeer succesvolle act, de populariteit van Morris steeg aanzienlijk. Toen de Eerste Wereldoorlog uitbrak, richtte Davids het Eerste Nederlandsche Mobilisatie Cabaret op. Samen met Morris traden ze op voor de soldaten in Gorinchem.
Na de mobilisatie zetten Morris en Davids de optredens van He, She and the Piano voort. Ondertussen speelde ze in verschillende revues. In 1915 bevait ze van een zoon, die de naam Louis jr. krijgt. Hierna richtte zij zich op het schrijven van de muziek voor de toneelstukken van Herman Bouber, zoals De Jantjes, Bleeke Bet en Oranje Hein. In 1920 speelden ze tevens de hoofdrollen in een dezer musicals. In 1918 werd haar filmcarrière gelanceerd. Ze speelde de vrouwelijke hoofdrol in twee stomme films; Amerikaansche meisjes (1918) en De Duivel in Amsterdam (1919). Bij de première van Amerikaansche meisjes zong Morris zelf de liedjes voor het publiek.
In 1919 zette Morris al na twee films een punt achter haar filmcarrière om met Davids mee op tour naar Nederlands-Indië te gaan. Hoewel deze tournee naar wens verliep, ging hun relatie stuk. In 1922 verliet Davids haar voor actrice Tilly van der Does. Ze verloren echter nooit contact en bleven bevriend tot zijn overlijden in 1939. Hierna is er weinig bekend van het leven van Morris. In haar latere jaren keerde ze terug naar Engeland. Zij overleed aldaar op 90-jarige leeftijd.